# Angola op de Olympische Zomerspelen 2016
Angola nam deel aan de Olympische Zomerspelen 2016 in Rio de Janeiro, Brazilië. De selectie bestond uit 25 atleten, actief in zeven verschillende sporten, en was daarmee de kleinste ploeg sinds de Spelen van 1988 – met name omdat voor het eerst sinds 1988 de basketbalmannen en -vrouwen van Angola zich niet hadden weten te kwalificeren. Handbalster Luisa Kiala droeg de Angolese vlag tijdens de openingsceremonie.

## Deelnemers
(m) = mannen, (v) = vrouwen

### Atletiek
| Olympiër           | Discipline | Resultaat | Prestatie            |
| ------------------ | ---------- | --------- | -------------------- |
| Hermenegildo Leite | 100 m (m)  | 82e       | serie 2: 8e in 11,65 |
|                    |            |           |                      |
| Liliana Neto       | 100 m (v)  | 76e       | serie 1: 7e in 13,58 |

### Handbal
| Olympiër | Onderdeel | Resultaat |
| --- | --------- | --------- |
| Neyde Barbosa Vilma Nenganga Juliana Machado Lurdes Monteiro Natália Bernardo Luísa Kiala VO Cristina Branco VS Azenaide Carlos Albertina Kassoma Wuta Dombaxe Magda Cazanga Liliana Venâncio Janete dos Santos Teresa Almeida Isabel Guialo | vrouwen   | 8e        |

| № | Land       | Wedstrijden | Wedstrijden | Wedstrijden | Wedstrijden | Doelpunten | Doelpunten | Doelpunten | Punten |
| - | ---------- | ----------- | ----------- | ----------- | ----------- | ---------- | ---------- | ---------- | ------ |
| № | Land       | G           | W           | G           | V           | V          | T          | Saldo      | Punten |
| 1 | Brazilië   | 5           | 4           | 0           | 1           | 138        | 107        | +31        | 8      |
| 2 | Noorwegen  | 5           | 4           | 0           | 1           | 141        | 121        | +20        | 8      |
| 3 | Spanje     | 5           | 3           | 0           | 2           | 125        | 116        | +9         | 6      |
| 4 | Angola     | 5           | 2           | 0           | 3           | 116        | 128        | –8         | 4      |
| 5 | Roemenië   | 5           | 2           | 0           | 2           | 108        | 119        | –12        | 4      |
| 6 | Montenegro | 5           | 0           | 0           | 5           | 107        | 134        | –27        | 0      |

| Ronde       | Datum | Lokale tijd | MEZT           | Plaats    | Land  | Score      | Land |
| ----------- | ----- | ----------- | -------------- | --------- | ----- | ---------- | ---- |
| Groepsfase  |       |             |                |           |       |            |      |
| 6 augustus  | 19:50 | 00:50       | Rio de Janeiro | Roemenië  | 19–23 | Angola     |      |
| 8 augustus  | 21:50 | 02:50       | Rio de Janeiro | Angola    | 27–25 | Montenegro |      |
| 10 augustus | 16:40 | 21:40       | Rio de Janeiro | Noorwegen | 30–20 | Angola     |      |
| 12 augustus | 09:30 | 14:30       | Rio de Janeiro | Angola    | 24–28 | Brazilië   |      |
| 14 augustus | 19:50 | 00:50       | Rio de Janeiro | Spanje    | 26–22 | Angola     |      |
| Kwartfinale |       |             |                |           |       |            |      |
| 16 augustus | 20:30 | 01:30       | Rio de Janeiro | Rusland   | 31–27 | Angola     |      |

### Judo
| Olympiër        | Discipline | Resultaat | Prestatie                                                            |
| --------------- | ---------- | --------- | -------------------------------------------------------------------- |
| Antónia Moreira | –70 kg (v) | 9e        | 1e ronde: W van VEN Rodríguez: ippon 2e ronde: V van GER Koch: shido |

### Roeien
| Olympiër                          | Discipline             | Resultaat | Prestatie                                                                                                  |
| --------------------------------- | ---------------------- | --------- | --- |
| André Matias Jean-Luc Rasamoelina | lichte dubbel-twee (m) | 20e       | serie 3: 5e in 6.58,93 herkansing 1: 6e in 7.29,73 halve finale C/D: 4e in 7.39,59 finale D: 2e in 7.01,74 |

### Schietsport
| Olympiër            | Discipline | Resultaat | Prestatie               |
| ------------------- | ---------- | --------- | ----------------------- |
| João Paulo de Silva | trap (m)   | 33e       | kwalificatie: 98 punten |

### Zeilen
| Olympiër                      | Discipline | Resultaat | Prestatie                                  |
| ----------------------------- | ---------- | --------- | ------------------------------------------ |
| Manuel Lelo                   | Laser (m)  | 46e       | 390 punten (44/43/45/45/47/43/43/38/46/43) |
| Paixão Afonso Matias Montinho | 470 (m)    | 26e       | 229 punten (25/26/27/27/26/23/26/26/26/24) |

### Zwemmen
| Olympiër      | Discipline           | Resultaat | Prestatie              |
| ------------- | -------------------- | --------- | ---------------------- |
| Pedro Pinotes | 400 m wisselslag (m) | 25e       | serie 1: 2e in 4.25,84 |
|               |                      |           |                        |
| Ana Nóbrega   | 100 m vrije slag (v) | 40e       | serie 1: 2e in 59,23   |